# Mouvement de la gauche démocratique (Sénégal)
Pour les articles homonymes, voir Mouvement de la gauche démocratique.
Le Mouvement de la gauche démocratique (MGD) est un ancien parti politique sénégalais.

## Histoire
Le MGD est un dissident du Parti de l'indépendance et du travail (PIT), apparu en 1997.
En 1998 il rejoint la coalition Union pour le renouveau démocratique (URD) créée par Djibo Leyti Kâ.

## Orientation
C'était un parti de gauche.